# Gonzalo González
Gonzalo González, vollständiger Name Gonzalo Federico González Pereyra, (* 7. Oktober 1993 in Rocha) ist ein uruguayischer Fußballspieler.

## Karriere
Der 1,80 Meter große Mittelfeldakteur González stammt aus der Nachwuchsabteilung des Erstligisten Danubio FC. Zur Apertura 2013 wurde er in den Kader der Ersten Mannschaft aufgenommen. In der Spielzeit 2013/14 absolvierte er eine Partie in der Primera División. Seine Mannschaft gewann in jener Saison die uruguayische Meisterschaft. In der Saison 2014/15 wurde er achtmal (kein Tor) in der höchsten uruguayischen Spielklasse und einmal (kein Tor) in der Copa Sudamericana 2014 eingesetzt. Während der Spielzeit 2015/16 kam er in neun Erstligaspielen (kein Tor) zum Einsatz. In der Saison 2016 lief er elfmal (kein Tor) in der Primera División auf. 2018 wechselte er für ein halbes Jahr nach Argentinien. Hier spielte er für Arsenal de Sarandí in der zweiten Liga, der Primera B Nacional. Mitte 2018 ging er nach Europa. Hier unterschrieb er einen Vertrag in Griechenland bei Apollon Smyrnis. Ende 2018 wurde der Vertrag aufgelöst. Im Februar 2019 ging er wieder in sein Heimatland und schloss sich dem Erstligisten Club Atlético Juventud de Las Piedras aus Las Piedras an. Für den Klub absolvierte er 30 Erstligaspiele. 2020 wechselte er nach Asien. In Japan unterschrieb er einen Vertrag beim Zweitligisten Albirex Niigata. Für den Verein aus Niigata absolvierte er 19 Zweitligaspiele. Im Januar 2022 ging er wieder nach Südamerika. Hier schloss er sich in Ecuador dem Delfín Sporting Club an. Mit dem Verein aus Manta spielt er in der ersten Liga, der Serie A.

## Erfolge
Danubio FC
- Primera División (Uruguay): 2013/14